# EA 스포츠
EA 스포츠(EA Sports)는 일렉트로닉 아츠가 설립한 스포츠 게임을 전문으로하는 컴퓨터 게임 브랜드이다. 게임의 개발, 제작은 밴쿠버 EA 캐나다가 한다. 대한민국에서 제작한 세계최초의 FIFA 공식 온라인 게임인 피파 온라인, 피파 온라인 2는 네오위즈게임즈와 함께 공동제작하다가 피파 온라인 3부터는 스피어헤드 (전 EA 서울 스튜디오)가 자체 제작했다.
또한, EA스포츠는 FIFA 모바일을 개발하였다. 그 후, FIFA 모바일은 업데이트를 걸처, 지금의 FC모바일이 되었다.